# Tá OK
"Tá OK" é o canção gravada pelo produtor brasileiro DENNIS e o cantor Kevin O Chris, lançada como single em 4 de maio de 2023, pela Sony. Um remix com os cantores colombianos Maluma e Karol G foi lançado em 3 de agosto.

## Lançamento e promoção
A música foi lançada no dia 4 de maio, e ganhou popularidade pelo fato de ser trilha sonora de diversos vídeos feitos por artistas, atletas e celebridades, entre eles Gabriel Barbosa, Paulo André, Bruna Griphao, Anitta e o rapper L7nnon.

## Videoclipe
O videoclipe oficial gravado na comunidade da Tijuquinha, no Rio de Janeiro, traz elementos nostálgicos, como as festas e as roupas típicas dos bailes funks dos anos 2000. O vídeo conta com participações especiais de TikToker Xurrasco e MC Menor do Alvorada.

## Desempenho comercial
Em 31 de maio, a música ficou em 4.º lugar entre as 50 músicas mais transmitidas do Spotify, com mais de 930 mil reproduções nas últimas 24 horas, subindo três posições em relação ao dia anterior e já havia sido utilizada em 110 mil postagens no TikTok. Em 2 de junho, a música alcançou o primeiro lugar no Spotify Brasil, e em 4 de junho, a posição 46 no Top 50 Global. Após 13 semanas, "Tá OK" ultrapassou "Nosso Quadro", de Ana Castela, e assumiu o topo da parada Brasil Songs. Em 2023, a canção passou 15 semanas consecutivas no n.º 1 do Top Português de Singles, sendo a música que mais semanas passou no topo daquela parada em 2023 e o número um da contagem anual da mesma.
| Tabela musical (2023)                 | Melhor posição |
| ------------------------------------- | -------------- |
| Brasil Airplay (Funk/Black Music/Rap) | 1              |
| Brasil (Billboard Brazil Songs)       | 1              |
| Portugal (AFP)                        | 1              |
| Global 200 (Billboard)                | 83             |

| Tabela musical (2023)     | Melhor posição |
| ------------------------- | -------------- |
| Brasil (Top 50 Streaming) | 1              |

### Paradas anuais
| Tabela musical (2023)  | Melhor posição |
| ---------------------- | -------------- |
| Portugal (AFP)         | 1              |
| Global 200 (Billboard) | 198            |

## Certificações
| Região                                                        | Certificação | Vendas  |
| ------------------------------------------------------------- | ------------ | ------- |
| Portugal (AFP)                                                | 5x platina   | 75.000‡ |
| ‡vendas+valores de streaming baseados somente na certificação |              |         |

## Prêmios e indicações
| Ano  | Prêmio                                | Categoria   | Resultado | Ref.   |
| ---- | ------------------------------------- | ----------- | --------- | ------ |
| 2023 | Prêmio Multishow de Música Brasileira | Funk do Ano | Venceu    | [ 17 ] |